# 무키아누스
가이우스 리키니우스 무키아누스 (Gaius Licinius Mucianus, 활동 시기: 서기 1세기)는 고대 로마의 장군 및 정치인, 저술가이다. 베스파시아누스가 로마 황제에 오르는 데 배후에서 활약했다고 여겨진다.

## 생애
그의 이름은 그가 입양을 통해 무키아 씨족에서 리키니아 씨족으로 바뀌었음을 나타낸다. 무키아누스는 그나이우스 도미티우스 코르불로와 같이 클라우디우스의 명으로 아르메니아로 파견됐다. 그는 네로 집권기에 보조 집정관이었으며, 아마도 63년 혹은 64년 기간이었을 것으로 보인다.
무키아누스는 바로 이전 해에 유대 반란이 일어나고 난 뒤인 67년에 시리아 총독직을 수행했다. 그리고 미래의 황제인 베스파시아누스가 서기 66년에 이 반란을 진압하기 위하여 유대 지역에 특별 임무를 띠고 파견되었다. 처음에, 무키아누스와 베스파시아누스는 서로를 향해 좋지 않게 여기는 경향이 있었으나, 이들 간의 번목은 69년을 시작으로 풀리게 되었다. 갈바가 죽은 후, 무키아누스와 베스파시아누스 둘은 오토에 충성할 것을 맹세했으나, 내전이 발생하자, 무키아누스는 베스파시아누스를 당시에 로마 황제 자리를 차지했던 비텔리우스를 상대로 맞서자고 설득했다.
베스파시아누스가 동방의 문제를 해결하기 위해 후방에 있어야 한다는 것을 받아들이는 한편, 무키아누스는 소아시아와 트라키아에서 비텔리우스를 공격하는 일을 했다. 이러던 와중에, 그는 다키아의 모이시아 침공을 격퇴하였다. 무키아누스는 비텔리우스가 사망한 뒤에 로마에 도착했고, 베스파시아누스의 아들 도미티아누스을 찾아냈으며, 베스파시아누스가 로마에 도착할 때까지 그가 로마의 실질적인 통치자였다.
무키아누스는 베스파시아누스에 대한 헌신을 결코 저버리지 않았으며, 베스파시아누스는 그의 오만함에도 불구하고 그에 대한 호의를 유지했다. 그는 70년에 프라테스 아브랄레스의 문서들에서 언급되기도 했다. 로널드 사임은 무키아누스가 갈바의 부재중에 입성했다고 보았지만, 그는 베스파시아누스가 로마에 입성하고 뒤따라서 입성했을 수도 있다. 그는 72년에 그의 생애 세 번째 집정관 (보조집정관)직에 임명되었다. 티투스 혹은 도미티아누스의 집권기에 무키아누스에 대한 언급이 없는 것으로 봤을 때, 그는 아나 베스파시아누스 집권기에 사망했을 것이며, 심은 그의 사망이 78년 이전이었을 거라고 보았다.

## 저술 활동
유능한 저술가이자 역사가인, 무키아누스는 원로원의 의사록들에 대한 자료들 (res gesta senatus)을 포함해, 로마의 오래된 공화정 시기의 연설문들과 문서들을 수집했다. 그는 플리니우스 놀라운 사건들에 대한 자료로써, 자주 인용한 문서인 동장의 자연사와 지리를 주로 다룬 연구 논문의 저자이기도 했다.

## 추가 서적
- Brunn, L. (1870). 《Gaius Licinius Mucianus》. Leipzig.

| 공직                                                                                     | 공직                                                                          | 공직                                                                                          |
| ---------------------------------------------------------------------------------------- | ----------------------------------------------------------------------------- | --------------------------------------------------------------------------------------------- |
| 이전 가이우스 라이카니우스 바수스, 마르쿠스 리키니우스 크라수스 프루기 (Suffect consuls) | 로마 제국의 보조집정관 64년 with 퀸투스 파비우스 바르바루스 안토니우스 마케르 | 이후 아울루스 리키니우스 네르바 실리아누스 마르쿠스 율리우스 베스티누스 아티쿠스 (직권집정관) |
| 이전 베스파시아누스 2선, 티투스 (직권집정관)                                             | 로마 제국의 보조집정관 70년 with 퀸투스 페틸리우스 케리알리스                 | 이후 퀸투스 율리우스 코르디누스 가이우스 루틸리우스 갈리쿠스, 이그노투스 (보조집정관)         |
| 이전 베스파시아누스 4선, 티투스 2선 (직권집정관)                                         | 로마 제국의 보조집정관 72년 with 티투스 플라비우스 사비누스 2선               | 이후 마르쿠스 울피우스 트라야누스 (보조집정관)                                                |